# La Communale
Pour plus de détails, voir Fiche technique et Distribution.
La Communale est un film français réalisé par Jean L'Hôte et sorti en 1965, adaptation cinématographique de son roman. On y retrouve en vedette, les fondateurs de la troupe Les Branquignols, Robert Dhéry et Colette Brosset.

## Synopsis

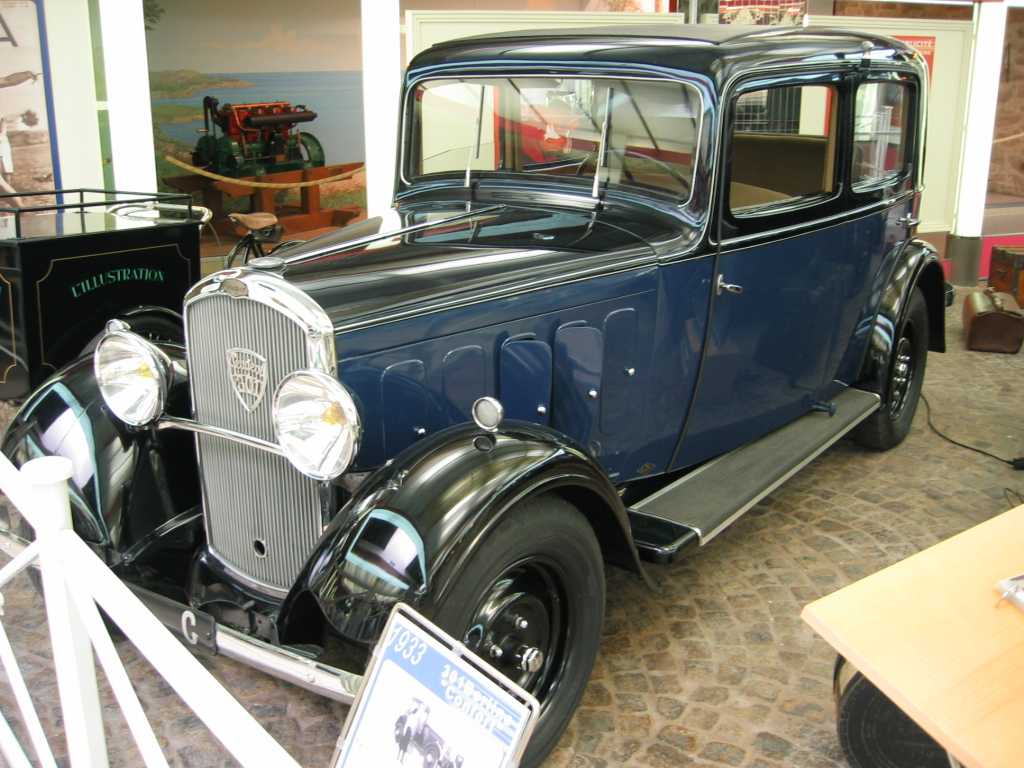
La Peugeot 301, vedette du film.

Chronique de la vie d'un petit village de Lorraine vers 1935, à travers un couple d'instituteurs et leur fils Pierre. L'action est centrée sur l'achat par le père, événement pour l'époque, d'une automobile Peugeot 301. L'instituteur a des scrupules à se faire voir comme un parvenu à cause de cet achat, mais son frère, l'oncle Henri, est plus excentrique et le pousse à assumer la modernité, ils s'exercent ensemble à sa conduite. Prenant de l'assurance, l'instituteur décide d'emmener sa classe en promenade pédagogique à bord du véhicule, mais l'équipée ne se passe pas comme prévu et donne lieu à des épisodes burlesques. Un peu perturbé par tous ces évènements, Pierre, échoue à l'examen du certificat d'études primaires.

## Fiche technique
- Titre : La Communale
- Réalisation : Jean L'Hôte
- Assistants réalisateur : Marco Pico, Guy Blanc
- Scénario : Jean L'Hôte d'après son roman éponyme
- Photographie : André Dumaître
- Décors : Raymond Tournon
- Costumes : Pierre Nourry
- Montage : Eva Zora
- Montage sonore : Raymond Gauguier
- Musique : Georges Auric
- Production : CAPAC, Films de la Colombe, les Productions de la Guéville, Madeleine Films
- Producteur délégué[1] : Paul Claudon
- Distribution initiale en salles en France : Gaumont
- Pays d'origine :  France
- Langues : français
- Lieu de tournage : Boutigny-sur-Opton, Eure-et-Loir
- Format : Noir et blanc - 35 mm
- Genre : Comédie
- Durée : 85 minutes
- Date de sortie : France - 8 octobre 1965

## Distribution
- Robert Dhéry : l'instituteur
- Colette Brosset : l'institutrice
- Didier Haudepin :	Pierre, le fils
- Yves Robert : l'oncle Henri
- Jacques Dufilho : le paysan
- René-Louis Lafforgue : M. Raoul
- Jacques Legras : le réparateur de la voiture
- Tsilla Chelton
- Palau : le père Bigeard
- Fernand Ledoux : l'inspecteur d'académie
- Pierre Leproux : le maire
- Pierre Tornade : le metteur en scène du théâtre
- Paul Claudon
- Henri Marteau : l'automobiliste en panne
- Nono Zammit
- Philippe Castelli

## Accueil critique
L'accueil de la presse généraliste est assez mitigé. Si tous les critiques saluent un film sincère, « très gentil et très sympathique », qui dépeint avec exactitude et sensibilité « l'univers tendre et naïvement sérieux d'un couple d'instituteurs de province vers 1930 » (il faut rappeler que Jean L'Hôte est fils d'instituteurs), nombreux sont ceux à regretter qu'il n'y ait pas « plus de vivacité, un peu plus d'originalité — normal d'être modeste pour parler de ses modestes personnages, mais cela donne un sentiment de grisaille et de déjà-vu ».
« Il aurait suffi d'un peu plus d'élan et de fantaisie moins conventionnelle pour que La Communale fût un grand film ». Il est cocasse et plaisant, mais semble bien long ; c'était le rythme de la vie dans les années trente, mais « l'œil nous a accoutumés à d'autres cadences ».
Plusieurs également jugent l'adaptation inférieure au roman d'origine : « on se demande quelle est son utilité : […] il n'apporte rien par rapport à l'œuvre qu'il adapte, il est même en retrait en ce qui concerne la finesse et la drôlerie ». Pour Marcel Vermeulen du Soir, on perd l'originalité et la poésie du livre au profit de l'exactitude. « Il reste [à Jean L'Hôte] à assimiler l'essentiel de la technique cinématographique. Ses meilleures scènes ont du charme, mais, comme écrivent des professeurs sur les livrets scolaires, on aurait pu beaucoup mieux faire ».
Janick Arbois de Télérama est assez critique quant à la performance des acteurs : « tous […], à l'exception de René-Louis Lafforgue, ont décidé de mettre un éteignoir sur leur vivacité naturelle ». Il considère que « Robert Dhéry [est] trop naïf » et trouve que « Colette Brosset ressemble à une institutrice de village comme un cheval de course à un percheron ». Samuel Lachize, de L'Humanité, juge pour sa part que « le couple de Robert Dhéry et Colette Brosset n'a pas toute la finesse désirée ». Mais la plupart des critiques saluent l'interprétation de l'ensemble des acteurs, y compris du jeune Didier Haudepin. « Robert Dhéry, surtout, [insuffle son émotion au film], dans un personnage mi-cocasse, mi-tragique d'instituteur de campagne dont la vie est une perpétuelle leçon de choses. Petit-fonctionnaire de la science, petit-bourgeois épris de progrès, mais effrayé du « qu'en-dira-t-on », il est […] le dieu tonnant et tout-puissant d'une société disciplinée ».
Michel Mardore des Cahiers du cinéma dresse un constat à part : « la poésie de l'école est mieux chantée dans les livres qu'au cinéma. Laborieux pensum, qui se voudrait tendre, ironique ».

## Autour du film
- Le film marque la rencontre de l'équipe des Branquignols et d'Yves Robert, acteur et coproducteur du film, mais sans que ni celui-ci ni Robert Dhéry n'aient participé à l'écriture du scénario ;
- Le tournage a lieu à Boutigny-sur-Opton en Eure-et-Loir.
- Le film enregistre 456 879 entrées[13].